# Nahuel Pombo
Horacio Nahuel Pombo (Quilmes, Argentina, 25 de junio de 1990) es un futbolista argentino. Juega de enganche y su equipo actual es la Asociación Deportiva Berazategui de la Primera C. 
El 27 de abril de 2025 se convirtió en el jugador con más partidos en la historia de Berazategui, sumando 336 encuentros.

## Clubes
| Club                  | País      | Año             |
| --------------------- | --------- | --------------- |
| Berazategui           | Argentina | 2007 - 2010     |
| Ferrocarril Sud       | Argentina | 2010            |
| Berazategui           | Argentina | 2011 - 2017     |
| Defensores de Salto   | Argentina | 2017            |
| Dock Sud              | Argentina | 2018 - 2021     |
| Berazategui           | Argentina | 2021 - 2022     |
| San Martín de Burzaco | Argentina | 2023            |
| Berazategui           | Argentina | 2024 - presente |

## Palmarés

### Campeonatos nacionales
| Título          | Club        | País      | Año  |
| --------------- | ----------- | --------- | ---- |
| Torneo Clausura | Berazategui | Argentina | 2021 |

### Otros logros
| Título              | Club                  | País      | Año  |
| ------------------- | --------------------- | --------- | ---- |
| Ascenso a Primera C | Berazategui           | Argentina | 2008 |
| Ascenso a Primera B | San Martín de Burzaco | Argentina | 2023 |